# Liste der Kulturgüter in Stettfurt
Die Liste der Kulturgüter in Stettfurt enthält alle Objekte in der Gemeinde Stettfurt im Kanton Thurgau, die gemäss der Haager Konvention zum Schutz von Kulturgut bei bewaffneten Konflikten, dem Bundesgesetz vom 20. Juni 2014 über den Schutz der Kulturgüter bei bewaffneten Konflikten sowie der Verordnung vom 29. Oktober 2014 über den Schutz der Kulturgüter bei bewaffneten Konflikten unter Schutz stehen.
Objekte der Kategorien A und B sind vollständig in der Liste enthalten, Objekte der Kategorie C fehlen zurzeit (Stand: 1. Januar 2023).

## Kulturgüter
| Foto | | Objekt | Kat. | Typ | Standort                          | Beschreibung                                              |
| ---- | --- | --- | ---- | --- | --------------------------------- | --------------------------------------------------------- |
| ja   | Datei hochladen · Wikidata zu Schloss Sonnenberg (Q1169171)                                                                          | Schloss Sonnenberg KGS-Nr.: 05174                                                                         | A    | G   | Sonnenberg 1 714718 / 265274      |                                                           |
| ja   | Datei hochladen · Wikidata zu Wohnhaus Wüthrich (Q29883408)                                                                          | Wohnhaus Wüthrich KGS-Nr.: 11049                                                                          | B    | G   | Dorfstrasse 1 714178 / 264839     |                                                           |
| ja   | Datei hochladen · Wikidata zu Gemeindehaus, ehemaliges Restaurant Kreuzstrasse (Q29883395)                                           | Gemeindehaus, ehemaliges Restaurant Kreuzstrasse KGS-Nr.: 11050                                           | B    | G   | Dorfstrasse 2 714202 / 264833     |                                                           |
| ja   | Datei hochladen · Wikidata zu Wohnhaus, ehemaliges Messmerhaus (Q29883402)                                                           | Wohnhaus, Ehemaliges Messmerhaus KGS-Nr.: 11051                                                           | B    | G   | Dorfstrasse 7 714165 / 264868     |                                                           |
| ja   | Datei hochladen · Wikidata zu Reformierte Kirche (Q29883398)                                                                         | Reformierte Kirche KGS-Nr.: 11052                                                                         | B    | G   | Hauptstrasse 19.1 714126 / 264857 |                                                           |
| ja   | Datei hochladen · Wikidata zu Wohnhaus Lydiaheim (Q29883405)                                                                         | Wohnhaus Lydiaheim KGS-Nr.: 11053                                                                         | B    | G   | Hauptstrasse 28 714212 / 264799   |                                                           |
| ja   | Datei hochladen · Wikidata zu Bauernhaus (Q29883388)                                                                                 | Bauernhaus KGS-Nr.: 11055                                                                                 | B    | G   | Dorfstrasse 4 714238 / 264860     | Bauernhaus mit Scheune und Stall aus dem 19. Jahrhundert. |
| ja   | Datei hochladen · Wikidata zu Primarschulhaus (Q29883396)                                                                            | Primarschulhaus KGS-Nr.: 11056                                                                            | B    | G   | Käsereistrasse 7 714166 / 264903  |                                                           |
| ja   | Datei hochladen · Wikidata zu Ehemaliges Gasthaus Zur Kreuzstrasse (Q29883390)                                                       | Ehemaliges Gasthaus Zur Kreuzstrasse KGS-Nr.: 13807                                                       | B    | G   | Hauptstrasse 26 714173 / 264813   |                                                           |
| BW   | Datei hochladen · Wikidata zu Sonnenberg, neolithische und bronzezeitliche Siedlungsstelle / mittelalterliche Burgstelle (Q29883400) | Sonnenberg, neolithische und bronzezeitliche Siedlungsstelle / mittelalterliche Burgstelle KGS-Nr.: 13886 | B    | F   | Sonnenberg 714700 / 265280        |                                                           |